# Cadi Mané
Cadi Mané là một bác sĩ và chính trị gia người Guiné Bissau, từng giữ chức Bộ trưởng Bộ Quốc phòng năm 2014.

## Sự nghiệp
Mané là một bác sĩ quân đội. Bà được bổ nhiệm làm Bộ trưởng Quốc phòng trong chính phủ của Thủ tướng Chính phủ Todos Simões Pereira vào ngày 4 tháng 7 năm 2014. Bà phục vụ cho đến tháng 8 năm 2015, khi chính phủ bị Tổng thống Jose Mário Vaz bãi nhiệm.